# SAME Sametto 120
 (décembre 2021).
Si vous disposez d'ouvrages ou d'articles de référence ou si vous connaissez des sites web de qualité traitant du thème abordé ici, merci de compléter l'article en donnant les références utiles à sa vérifiabilité et en les liant à la section « Notes et références ».
Le SAME Sametto 120 est un tracteur agricole sur roues, disponible en version 4x2 et 4x4, produit par le constructeur italien SAME de mai 1959 à février 1961.  
Il dispose d'un moteur diesel SAME DA 1101/C monocylindre de 1.245 cm3 de cylindrée, à injection directe, avec une chambre de combustion à turbulence intégrale, refroidi par air et développant une puissance de 21 Ch. Son poids propre de 1.046 kg en 2 roues motrices et 1.110 en 4 roues motrices, lui confère une adhérence parfaite sans devoir utiliser des masses complémentaires dans les terrains difficiles. Il offre 4 prises de force.
Sa vitesse mini est de 0,9 km/h et maximale de 16,5 km/h.
Ce modèle est disponible en version simple traction et double traction DT en version normale et simple traction vigneron.
Le SAME Sametto est secondé dès le mois d'août 1960 par le Puledro qui restera en fabrication jusqu'en janvier 1963 et le remplacera.

## Caractéristiques techniques
| Tracteur Versions          | Sametto 4x2                                            | Sametto 4x4                                            | Sametto Vigneron                                       |
| -------------------------- | ------------------------------------------------------ | ------------------------------------------------------ | ------------------------------------------------------ |
| Type                       | SAME DA 1101/C - Monocylindre diesel injection directe | SAME DA 1101/C - Monocylindre diesel injection directe | SAME DA 1101/C - Monocylindre diesel injection directe |
| Cylindrée (cm³)            | 1 245                                                  | 1 245                                                  | 1 245                                                  |
| Puissance (ch)             | 21,0 à 1.700 tr/min                                    | 21,0 à 1.700 tr/min                                    | 21,0 à 1.700 tr/min                                    |
| Boîte de vitesses AV/AR    | 6 / 1                                                  | 6 / 1                                                  | 6 / 1                                                  |
| Transmission               | aux roues arrière                                      | aux 4 roues                                            | aux roues arrière                                      |
| Poids à vide (kg)          | 1.046                                                  | 1.110                                                  | 960                                                    |
| Longueur (mm)              | 2.320                                                  | 2.390                                                  | 2.170                                                  |
| Largeur (mm)               | 1.380                                                  | 1.140                                                  | 900                                                    |
| Hauteur (mm)               | 1.340                                                  | 1.340                                                  | 1.180                                                  |
| Garde au sol (mm)          | 350                                                    | 320                                                    | 220                                                    |
| Vitesse mini / maxi (km/h) | 1,31 / 16.52                                           | 1,31 / 16.52                                           | 0,98 / 14,6                                            |
| Années de production       | mai 1959 / février 1961                                | mai 1959 / février 1961                                | mai 1959 / février 1961                                |